# Claudio Corti (ciclista)
Claudio Corti, nacido el 1 de marzo de 1955 en Bergamo, Lombardia, es un antiguo ciclista italiano, convertido en director deportivo. Antiguo director deportivo del Barloworld, se convirtió en mánager del equipo Colombia-Coldeportes. En 1977 fue campeón del mundo en categoría amateur.

## Palmarés
| 1977 - Baby Giro - Trofeo Alcide Degasperi - Campeonato Mundial en Ruta amateur - 1 etapa del Gran Premio Guillermo Tell 1980 - Giro del Friuli 1984 - Giro del Friuli - 2.º en el Campeonato del Mundo en Ruta 1985 - Campeón de Italia en ruta - Trofeo Melinda - Giro de la Romagna - Giro del Veneto | 1986 - Campeón de Italia en ruta - Giro de Toscana - Gran Premio Ciudad de Camaiore 1987 - Giro del Trentino, más 1 etapa 1988 - Coppa Sabatini |

## Resultados en Grandes Vueltas y Campeonatos del Mundo
Durante su carrera deportiva consiguió los siguientes puestos en las Grandes Vueltas y en los Campeonatos del Mundo en carretera:
| Carrera         | 1978 | 1979 | 1980 | 1981 | 1982 | 1983  | 1984 | 1985 | 1986 | 1987 | 1988 | 1989 |
| --------------- | ---- | ---- | ---- | ---- | ---- | ----- | ---- | ---- | ---- | ---- | ---- | ---- |
| Giro de Italia  | 30.º | 28.º | -    | -    | 60.º | 109.º | 97.º | Ab.  | 5.º  | Ab.  | 54.º | 95.º |
| Tour de Francia | -    | -    | -    | -    | -    | -     | -    | -    | -    | Ab.  | -    | -    |
| Vuelta a España | -    | -    | -    | -    | -    | -     | -    | 54.º | -    | -    | -    | -    |
| Mundial en ruta | -    | -    | -    | -    | -    | -     | 2º   | 11º  | 53.º | -    | -    | -    |

-: No participa

Ab.: Abandono